# Bella Vista (Chiriquí)
Bella Vista è un comune (corregimiento) della Repubblica di Panama situato nel distretto di Tolé, provincia di Chiriquí. Si estende su una superficie di 38 km² e conta una popolazione di 683 abitanti (censimento 2010).